# Axelle Lenoir
 (décembre 2020).
Axelle Lenoir, née en 1979, est une autrice de bande dessinée transgenre canadienne habitant au Québec.

## Biographie
Axelle Lenoir, née en 1979 à Notre-Dame-du-Lac,,, est initiée à la bande-dessinée très tôt : entre 6 et 9 ans, elle découvre en effet les Philémon de son père et Spirou et Fantasio. Elle quitte sa ville natale à l’âge de 16 ans pour aller étudier les arts plastiques au Cégep de Sainte-Foy. En 1998, elle se dirige vers Rivière-du-Loup où elle suit un cours en dessin animé.
Son diplôme en poche, elle retourne à Québec et est embauchée par une boîte de jeux vidéo. Après quatre ans, l’entreprise ferme son département d’animation et Axelle Lenoir décide de se lancer dans la bande dessinée.
Quelques années plus tard, elle publie sa première série BD, Mertownville, constituée de trois tomes, chez les Éditions Paquet en Suisse.
En 2010 sort l'ouvrage Luck chez Dargaud, partiellement inspiré de sa propre expérience,, puis French Kiss 1986 en 2012 aux éditions Glénat.
À l'automne 2012, Axelle Lenoir, participe à un échange franco-québécois d'auteurs de bandes dessinées et rejoint l'organisation Écla Aquitaine à Bordeaux, où elle travaille sur un ancien projet,, intitulé Le Domaine Grisloire,, au style fantastique/paranormal.
En 2020, Axelle Lenoir, qui est elle-même une femme trans, retire les références à Harry Potter dans sa BD Si on était en raison des positions de J. K. Rowling sur la transidentité et les remplace par une référence aux héroïnes Adora et Catra de la série d'animation She-ra et les princesses au pouvoir, connue pour avoir mis en scène des personnages LGBT.

## Œuvre
- Rocky-Rocket, 2003 (lire en ligne) (auto-édition de sa 1re BD en ligne)

### Bandes dessinées
- Mertownville : Lydia, t. 1, Genève, Paquet, 24 mai 2005 (ISBN 2-9403-3490-0)
- Mertownville : Initiation, t. 2, Genève, Paquet, 10 novembre 2005 (ISBN 2-88890-032-7)
- Mertownville : 1951, t. 3, Genève, Paquet, 26 janvier 2007 (ISBN 978-2-88890-092-4)
- Luck, Bruxelles, Dargaud Benelux, 25 juin 2010, 128 p. (ISBN 978-2-5050-0807-1)
- French Kiss 1986, Glénat Québec, 15 août 2012, 138 p. (ISBN 2923621336)
- Le Domaine Grisloire, t. 1, Glénat Québec, octobre 2014, 48 p.  (ISBN 9782923621593)
- Le Domaine Grisloire, t. 2, Glénat Québec, 16 septembre 2015, 48 p.  (ISBN 9782923621647)
- L'Esprit du Camp, t. 1, Lounak, 12 mai 2017, 104 p.  (ISBN 9782924648100)[13]
- L'Esprit du Camp, t. 2, Lounak, aout 2018, 100 p.  (ISBN 9782924648155)
- Si on était, t.1, Front Froid, mai 2019, 80 p.  (ISBN 9782924455081)
- Passages Secrets, Patreon, avril 2020[14]
- Si on était, tome 2, éd. Front Froid, 2022
- Passages secrets : trompe-l'oeil, Pow Pow, 2023

## Prix et distinctions
- Prix Meilleur Premier Album des Lycéens Picards 2006 pour le premier tome de la série Mertownville[15]
- Prix Albéric-Bourgeois 2011 (meilleur album publié à l'étranger par un auteur Québécois) pour Luck[16]
- Prix Bédéis Causa 2013 pour French Kiss 1986
- Finaliste Prix des libraires du Québec catégorie BD[17] Québec 2018, pour L'Esprit du camp, tome 1
- Finaliste Prix des libraires du Québec pour L'esprit du camp, tome 2[18]
- Finaliste Prix Eisner catégorie Meilleure série humoristique 2021 pour What If We Were ? (version anglaise de Si on était)[19],[20]
- Prix Bédélys jeunesse Québec 2022 pour Si on était..., tome 2[21]
- Finaliste Prix BD du Salon du livre de Trois-Rivières 2023[22], Catégorie BD Jeunesse, pour Si on était..., tome 2
- Finaliste Prix des libraires 2025, volet Bande dessinée, pour Passages secrets : trompe-l'oeil[23]